# 皮奥特罗维策

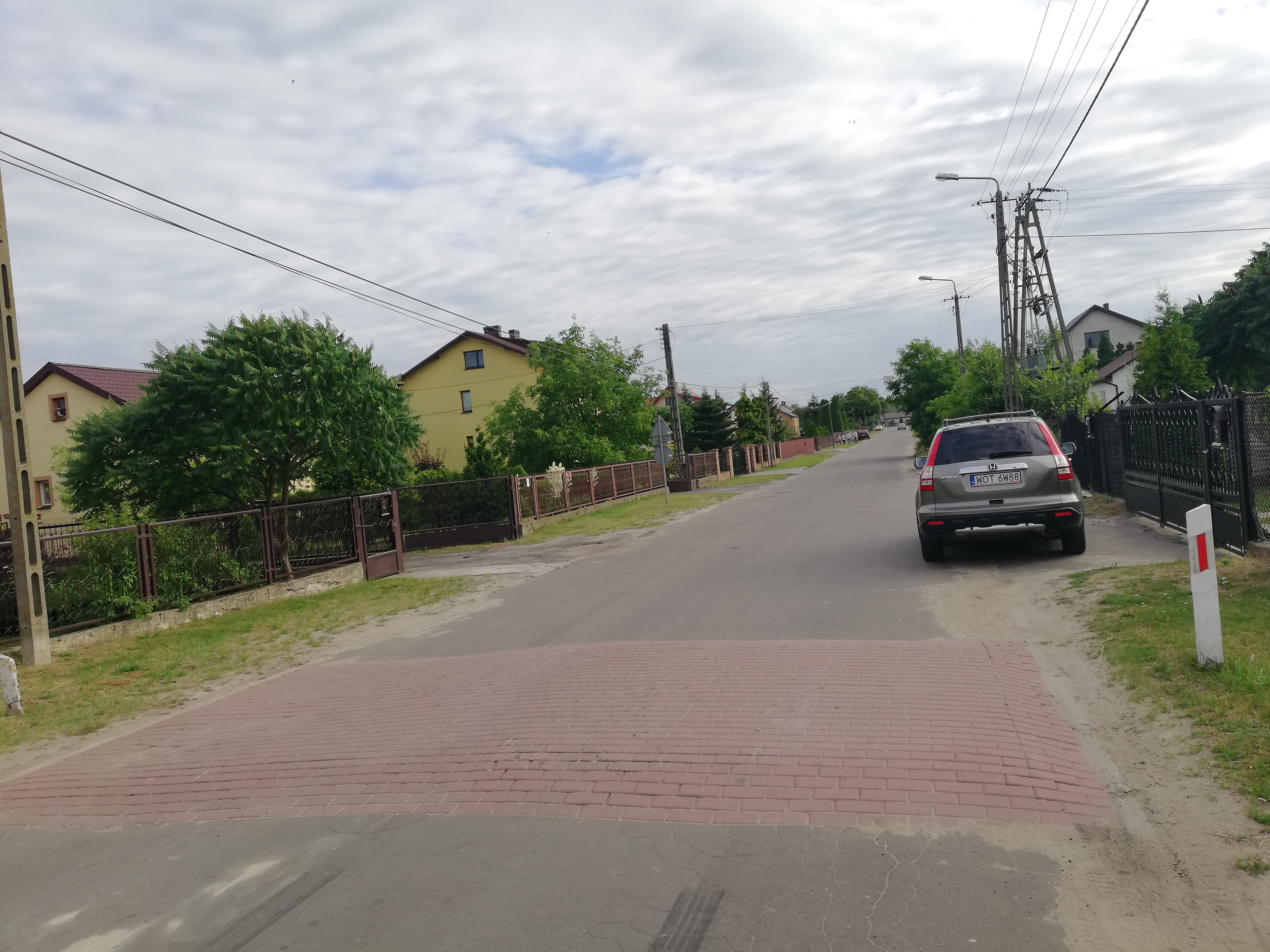
皮奥特罗维策村的图片

皮奥特罗维策（波蘭語： [pʲɔtrɔˈvʲit͡sɛ]）是個位於波蘭奧特沃茨克的村莊，全村佔地6平方公里，大約有352位居民。位於維斯瓦河附近的尼奇諾夫主要道路為西里西亞路，而1975年到1998年該村規劃於華沙省，1998年之後改劃馬佐夫舍省奧特沃茨克縣至今。

## 照片

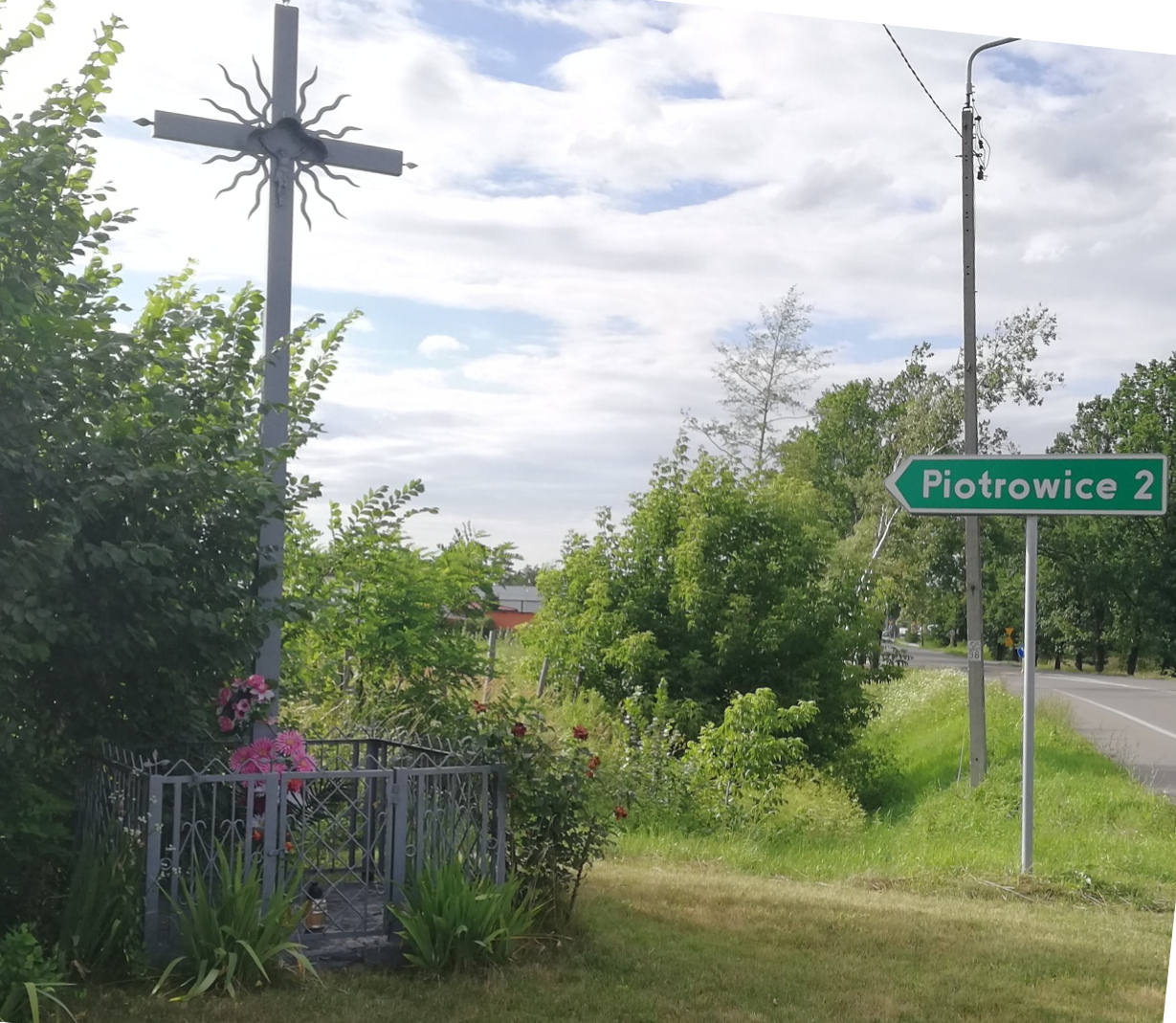
牌匾与村庄和十字架的名称

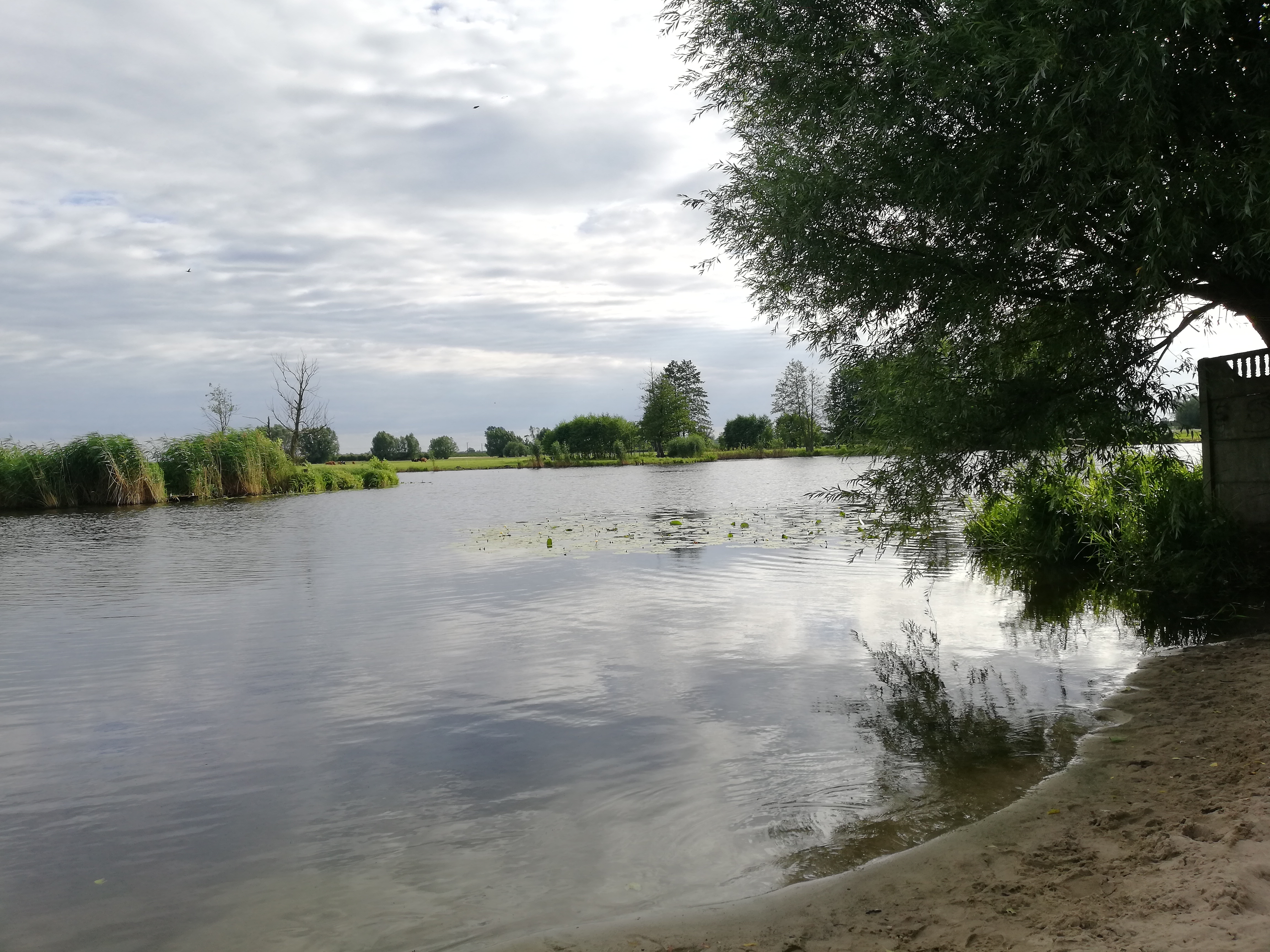
在皮奥特罗维策村的湖

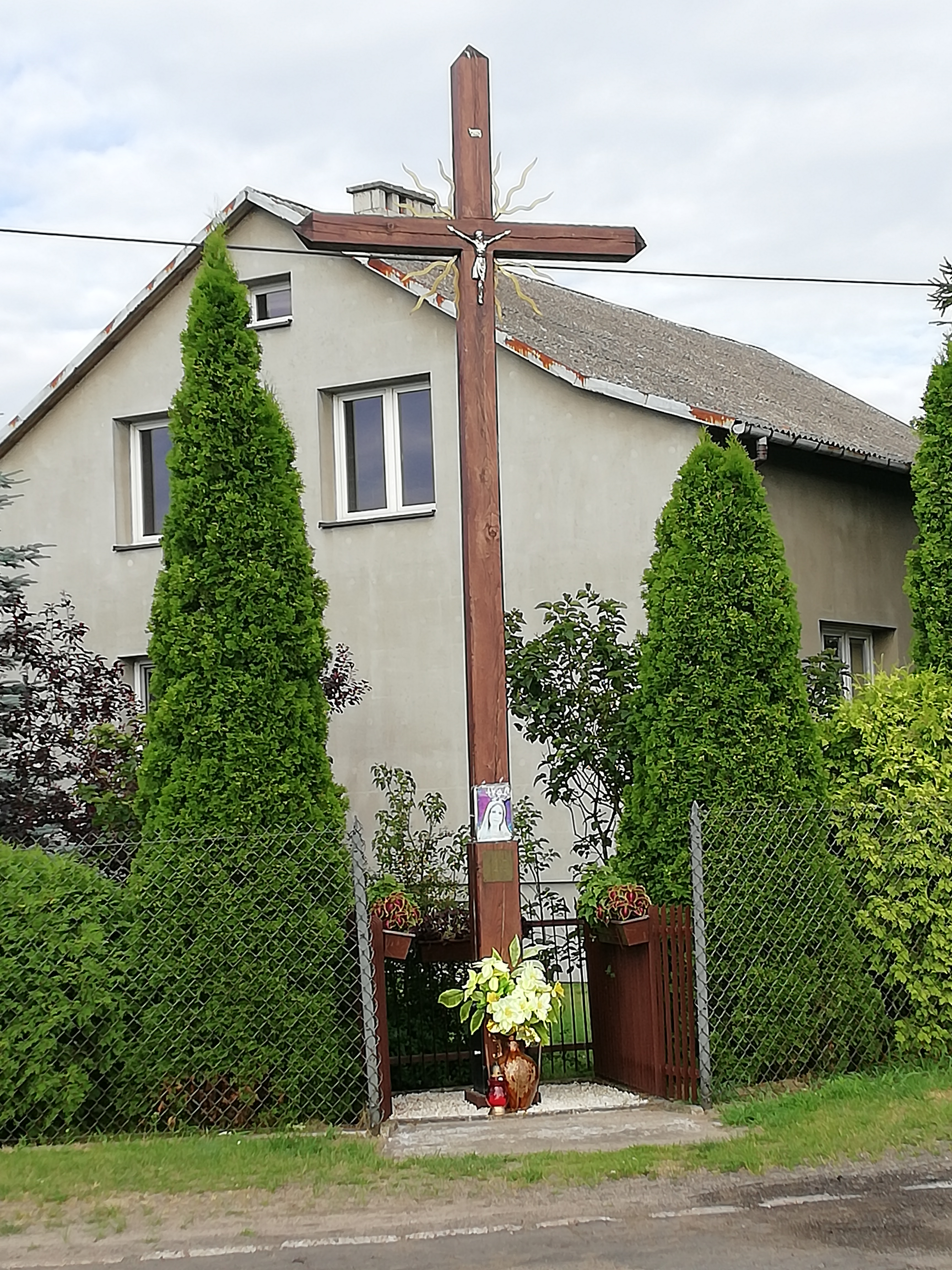
交十字